# Fastook-Gletscher
Der Fastook-Gletscher ist ein 30 km langer und 8 km breiter Gletscher in der antarktischen Ross Dependency. Er fließt von der Nordseite des Longhurst-Plateaus in den Cook Mountains in nördlicher Richtung zwischen dem Butcher Ridge und den Finger Ridges zum Mulock-Gletscher.
Das Advisory Committee on Antarctic Names benannte ihn 2001 nach dem Informatiker James L. Fastook (* 1949) von der University of Maine, der ab 1978 über einen Zeitraum von rund 20 Jahren an den Untersuchungen des United States Antarctic Program zu antarktischen Eisströmen und Schelfeisen beteiligt war.